# Cyperus hayesii
Cyperus hayesii là loài thực vật có hoa trong họ Cói. Loài này được (C.B.Clarke) Standl. mô tả khoa học đầu tiên năm 1925.